# 東京海上日動ビルディング
東京海上日動ビルディング（とうきょうかいじょうにちどうビルディング）は、日本の東京都千代田区丸の内に存在する建築物である。本館と新館がある。ここでは、同建物の敷地にかつて存在した東京海上ビルディングの旧館及び新館ついても記す。また東京都千代田区大手町にあった東京海上ビルディング別館についても記す。

## 東京海上ビルディング・東京海上ビルディング新館

### 沿革
1895年（明治28年）、東京海上火災保険は東京市麹町区八重洲町に三菱第2号館（現・明治生命館）が完成したことを受け、7月に本店を事業発祥の地である茅場町から同建物に移転した。
その後、業務の拡大とともに狭隘を告げるにいたったので、新社屋の建設を進めるべく、三菱合資会社から麹町区永楽町一丁目1（後の麹町区丸ノ内一丁目6番地1、千代田区丸の内一丁目2番1号）の敷地1,467,139坪を借用した。
新社屋は、1914年（大正3年）2月28日に起工され、1918年（大正7年）9月20日に竣工し「東京海上ビルディング」と命名された。同建物は、日本で初めて建物の名称に「ビルディング」を用いたとされる。なお、東京海上は竣工に先立ち、1917年（大正6年）10月18日をもって本店を同建物に移転した。
同建物の隣接地には新館が建設されるが、その起工・竣工年月は、『東京海上火災保険株式会社六十年史』によれば、1926年（大正15年）7月の起工で1930年（昭和5年）3月の竣工、『建築雑誌』昭和5年8月号によれば、1927年（昭和2年）3月の起工で1930年（昭和5年）2月の竣工、『土木建築工事画報』昭和5年4月号によれば、1926年（大正15年）2月1日の起工で1930年（昭和5年）2月1日の竣工とされ、それぞれ異なって記載されている。新館は「東京海上ビルディング新館」と称され、新館の完成により既存のビルディングは「東京海上ビルディング旧館」と称された。1929年（昭和4年）12月、旧館・新館の敷地約10,200平方メートルは、東京海上が三菱合資会社から買収している。
第二次世界大戦の末期には、1945年（昭和20年）5月25日の空襲で旧館東側6階と7階の一部が焼けるなどした。敗戦後、9月10日に旧館・新館はともに占領軍に接収された。この期間、旧館は海上ホテル（Old Kaijo Hotel）と称され、婦人宿舎に、新館は"Far East Air Forces"本部として供されたが、1956年（昭和31年）1月に旧館、次いで7月に新館も接収解除された。
旧館は本館への建て替えのため、1966年（昭和41年）12月12日から取り壊しが着工され、この際には振動実験・破壊実験ならびに火災実験が行われた。旧館建て替え後、新館も高層建物に建て替えられた。

### 建築概要
旧館は地下室のない地上7階建ての鉄骨煉瓦構造で延床面積は約17,100平方メートルの「本館」、地下1階、地上3階建ての鉄筋コンクリート構造で延床面積は約1,800平方メートルの「附属家」、平屋建ての「附属建物」の3建物からなっていた。設計は曽禰中條建築事務所、構造顧問は内田祥三にそれぞれ委嘱された。新館の設計も同事務所によるもので、構造設計は内藤多仲が担当した。

## 大森東海ビルディング・東京海上ビルディング別館
占領軍による旧館・新館の接収通告後、1945年（昭和20年）9月10日、東京海上は本店を丸の内の八重洲ビルヂング（後に丸ノ内八重洲ビルヂングと改称）に移すが、ほどなくして同建物も接収されるに至った。このため、10月に大田区入新井五丁目345番地（京浜電気鉄道大森支線ループ線・車両車庫跡地）にあった元大森白木屋百貨店の建物に本店を移転した。この建物は、もともと地元資本鶴屋が所有者で、当時白木屋が全株を所有し白木屋大森分店として百貨店営業をしていたが、1943年（昭和17年）に日本光学工業（現：ニコン）が白木屋から全株を買収、戦時中は同社が使用した（『東京海上八十年史』）。
1945年10月、東京海上は、敗戦により工場が不要になった日本光学工業から鶴屋株を買収、ビルの名称を大森東海ビルディングとした。また翌年5月、鶴屋の社名を東海興業に改称し、社員を出向させビルの運営のほか、伊豆での製塩業、喫茶店プルミエの経営などを行った。11月には、証券保有制限令が出たため、東海興業に対する貸付金と相殺する形で東海興業から大森東海ビルディングを購入して直接所有することとし、東海興業株は東海興業従業員らに譲渡し手放した（『東京海上八十年史』）。
だが、交通事情が極端に悪かった当時、大森東海ビルディングでの業務は、支障をきたすことが多かったため、東京海上は竹中工務店の所有した千代田区大手町一丁目6番地の敷地を入手し、社屋を建設することを決定。約1億8,000万円を費やして、1949年（昭和24年）9月に起工、翌年10月15日竣工した。鉄骨鉄筋コンクリート構造の地下1階・地上6階建て、延べ床面積は79,728平方メートルのこのビルは、「東京海上ビルディング別館」と称され、大森東海ビルディングにあった本店や丸の内仲六号館分室などに分散していた事務所が入居した。
本店移転後の大森東海ビルディングには、1948年（昭和23年）10月1日開設の東京海上大森営業所や、1946年（昭和21年）から入居している損保各社出資の海難救助会社である日本サルヴェージなど（『日本サルヴェージ80年史』）を残すとともに、新たに明治生命、白木屋などに賃貸された（『東京海上八十年史』）。白木屋への賃貸部分は、1950年（昭和25年）11月10日に拡大、翌年2月には2階売り場面積が拡大された（『白木屋三百年史』）。その後も東京海上の賃貸ビルとして運営されたが、1989年（平成元年）、近代的なオフィルビル「大森駅東口ビルディング」に建て替えられた。
なお、昭和28年公開の映画「欲望」には特徴ある円筒形エントランスの壁面に東京海上火災の文字看板が見えるシーンがある。

## 東京海上日動ビルディング本館・新館

### 概要
本館は、1918年に完成した「東京海上ビルディング旧館」の建て替えとして、1974年（昭和49年）3月に竣工し「東京海上ビルディング本館」と称され、新館は、1930年に完成した「東京海上ビルディング新館」の建て替えとして、1986年（昭和61年）12月に竣工し「東京海上ビルディング新館」と称された。
2004年（平成16年）10月1日、東京海上火災保険と日動火災海上保険は合併し、東京海上日動火災保険となったので、本館は「東京海上日動ビルディング本館」、新館は「東京海上日動ビルディング新館」とそれぞれ改称された。
美観・高さ制限論争
建て替えに際しては、皇居のすぐ近くに超高層ビルの建設を計画したことから、美観・高さ制限論争が起こった。それまで丸の内周辺では、戦前の美観地区規制および建築基準法の1964年（昭和39年）以前の規制によって、100尺（約31m）の高さ制限ぎりぎりのビルが整然と立ち並ぶ景観が造られていた。しかし、1966年（昭和41年）10月5日に東京海上が都へ提出した前川國男による当初案の建築確認申請書では、30階建て・高さ127.768メートルとなる高層ビルのツインタワーが建つ計画となっていた。
1967年（昭和42年）4月15日付で都がこの建築申請を却下したことをきっかけに、皇居の周囲の美観地区指定を巡る論争や、皇居の周りに皇居を見下ろすようなビルを建てることの是非をめぐり対立が起こった。推進側は、建築主の東京海上や建築関連諸団体、反対側は、周辺に低容積のビルを多く抱えることから計画を阻止したい三菱地所などがあった。6月5日付で東京海上は、東京都建築審査会に不服を申し立て、9月26日、建築確認申請を却下した4月15日付処分を取り消しとする採決がされ、一旦は勝利した。しかし、最終的に東京海上は、1970年（昭和45年）9月11日付でツインタワーから1つだけのビルにした上、当初の30階建てを25階建て・高さ99.7メートルに変更する計画変更申請を都を通して建設大臣宛に提出し、9月24日、建設大臣がこれを認定したことで都との争いは決着した。
かくして、総工費約131億円を投じ、「東京海上ビルディング本館」は建設され、1974年（昭和49年）3月12日竣工式が行われた。
建築概要
敷地面積10,139.37平方メートル、建築面積2,207.75平方メートル、基準階床面積1,687.82平方メートル、延床面積63,120.19平方メートル、軒高99.70メートル。構造形式は地上部鉄骨構造、地下1階および2階鉄骨鉄筋コンクリート構造、そのほか鉄筋コンクリート構造。設計は前川國男。
建て替え
東京海上日動ビルディング本館・新館とも老朽化したため、一体で建て替えられることになった。これに伴い、本社機能は常盤橋タワーに仮移転し、2022年（令和4年）10月から竹中工務店（代表）の施工で両館とも解体されている。
新社屋は、地下3階地上20階建て塔屋2層の構成で、世界最大規模の木材を使用する木造ハイブリッド構造を計画。2028年（令和10年）度の竣工を目指す。デザインと設計はレンゾ・ピアノが主宰するレンゾ・ピアノ・ビルディング・ワークショップと三菱地所設計が担当し、施工は竹中工務店・大林組・清水建設・鹿島・大成建設・戸田建設JVが担う。

## 年表
- 1914年（大正3年）2月 - 東京海上ビルディング起工。
- 1917年（大正6年）10月18日 - 東京海上火災保険は本店を東京海上ビルディングに移転。
- 1918年（大正7年）9月 - 東京海上ビルディング竣工。
- 1930年（昭和5年） - （旧）東京海上ビルディング新館竣工、東京海上ビルディングは東京海上ビルディング旧館となる。
- 1945年（昭和20年）
  - 9月10日 - 旧館・（旧）新館とも占領軍が接収。同社は本店を東京・丸の内の八重洲ビルヂングに移転。
  - 10月 - 八重洲ビルヂング接収のため同社は本店を大森東海ビルディング（元白木屋百貨店大森分店/元日本光学工業大森工場）に移転。
- 1950年（昭和25年）10月15日 - 東京海上ビルディング別館竣工。大森の本店を別館に移転。
- 1956年（昭和31年）
  - 1月 - 旧館接収解除。
  - 7月 - （旧）新館接収解除。
  - 9月 - 同社は本店を旧館に移転。
- 1966年（昭和41年）
  - 9月26日 - 同社は本店を東京・丸の内の国際ビルに移転。
  - 10月5日 - 同社は東京都に建築確認申請書を提出。
  - 12月12日 - 旧館解体工事着工。
- 1967年（昭和42年）
  - 4月15日 - 東京都は東京海上ビルディング本館の建築確認申請を却下。
  - 9月26日 - 東京都建築審査会の採決により、建築確認申請を却下した1967年（昭和42年）4月15日付処分が取り消しとなる。
  - 12月26日 - 昭和天皇は超高層ビルについて「迷惑でない」と発言。
- 1970年（昭和45年）
  - 9月11日 - 同社は当初案の30階建てを25階建てに変更する計画変更申請を東京都を通し建設大臣に提出。
  - 9月24日 - 建設大臣は計画変更申請を認定。
  - 12月23日 - 旧館跡地に東京海上ビルディング本館起工。
- 1974年（昭和49年）
  - 3月12日 - 本館竣工。
  - 3月25日 - 同社は本店を本館に移転。
- 1986年（昭和61年）12月 - （旧）新館跡地に東京海上ビルディング新館竣工。
- 2022年（令和4年）10月1日 - 建て替えのため、東京海上日動ビルディング本館・新館の解体工事が着手。

### 注
1. ↑  日本光学工業は、1942年2月、軍需産業として3・4階の貸室供出を白木屋から受け本店・設計を置き、翌7月の鶴屋株買取り後は全館を利用して大森工場と称し、従業員450人をもって海軍向け双眼鏡・望遠鏡を生産していた[6]。

1. 1 2 3 4 5  『東京海上火災保険株式会社六十年史』 619-624頁
2. ↑  『東京海上火災保険株式会社百年史』 上巻 458-465頁
3. ↑  朝日新聞 東京 昭和41年（1966年）11月9日朝刊
4. ↑  『東京海上火災保険株式会社百年史』 下巻 914頁
5. ↑  『東京海上火災保険株式会社百年史』 下巻 22-23頁
6. ↑  『光とミクロと共に：ニコン75年史』
7. ↑  『東京海上火災保険株式会社百年史』 下巻 22-23、218-219頁
8. ↑  「美観論争」東京海上ビルの超高層改築
9. ↑  新春鼎談 「皇居と新美観論争」 高さ制限からデザインへ 出江寛、五十嵐敬喜、竹内壽一 (PDF)
10. ↑  『建築雑誌 建築年報 1968年』
11. ↑  『朝日新聞』東京 昭和45年（1970年）9月25日朝刊
12. ↑  『東京海上火災保険株式会社百年史』 下巻 536-542頁
13. ↑  “東京海上、本店ビル建て替え　老朽化で2023年度から”. 日本経済新聞. (2021年4月4日) 2022年10月16日閲覧。
14. ↑  “解体工事情報＜東京海上日動ビルディング 本館・新館 地上解体工事(本館)＞”. 建設データバンク 2022年10月16日閲覧。
15. ↑  “解体工事情報＜東京海上日動ビルディング 本館・新館 地上解体工事(新館)＞”. 建設データバンク 2022年10月16日閲覧。
16. ↑  “東京海上日動ビルと新館建て替え/竹中・大林・清水・鹿島・大成・戸田JVに”. 日刊建設通信新聞. (2022年8月2日) 2022年10月16日閲覧。